# Fridolinskapelle (Bad Krozingen)

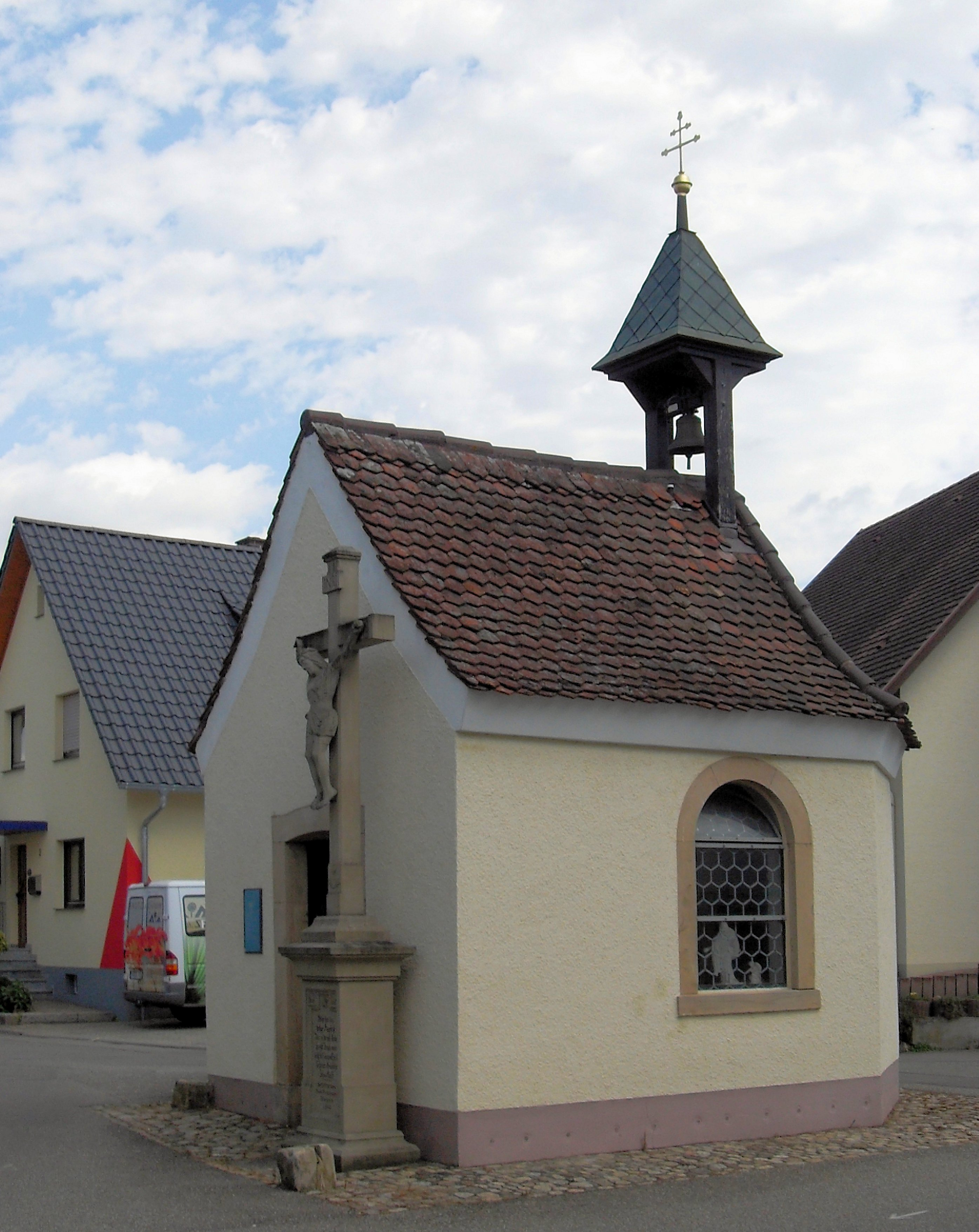
Fridolinskapelle in Bad Krozingen

Die römisch-katholische Fridolinskapelle steht im Gemeindeteil Kems der Stadt Bad Krozingen im Landkreis Breisgau-Hochschwarzwald in Baden-Württemberg. Die Kapelle ist beim Landesamt für Denkmalpflege Baden-Württemberg als Baudenkmal eingetragen.

## Beschreibung
Die Kapelle wurde 1737 erbaut. Ihr Langhaus hat einen dreiseitigen Abschluss, aus deren Satteldach sich im Südosten ein offener, mit einem Pyramidendach bedeckter Dachreiter erhebt, in dem eine kleine Kirchenglocke hängt. Das Altarretabel des Altars zeigt die Krönung Mariens. Auf der Predella ist die Anbetung der Könige dargestellt.